# Omar Sy
Omar Sy (Trappes, 20 de janeiro de 1978) é um ator, roteirista, dublador e humorista francês. Ganhou notoriedade ao formar, com Fred Testot, a dupla cômica Omar e Fred. Em 2011, estrelou ao lado de François Cluzet o filme Intouchables, que, com 19,44 milhões de espectadores, foi o número um das bilheterias francesas em 2011 e o terceiro maior sucesso do cinema francês. No ano seguinte, ganhou o prêmio César de melhor ator por sua atuação no filme, tornando-se o primeiro ator negro a ganhar o prêmio.
Este sucesso lhe abriu as portas para Hollywood, onde atuou em vários filmes do cinema americano, como X-Men, Jurassic World e Inferno.

## Biografia

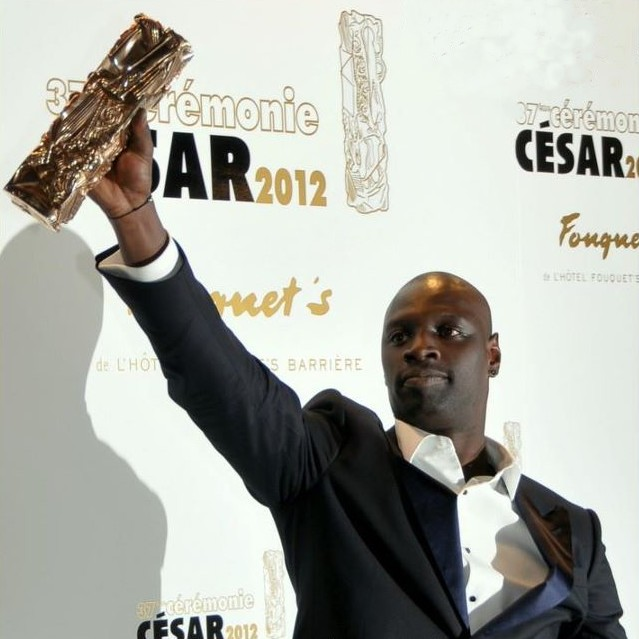
Omar Sy ganha o César de melhor ator, durante a 37ª edição do César, pelo filme Intouchables

Omar Sy é filho de mãe mauritana e pai senegalês, de origem fula.
É conhecido pela atuação como personagem principal, ao lado de François Cluzet, em Intouchables, o filme mais visto na França em 2011, com cerca de 19 milhões de entradas, e o mais rentável filme francês da história.
Omar começou nos anos de 1996 e 1997 na Rádio Nova, onde conheceu seu parceiro Fred Testot. Então, no Canal +, ao lado de Jamel Debbouze, ele participou do programa Cinema Jamel.
Trabalhou com os diretores Éric Toledano e Olivier Nakache nos filmes: Nos jours heureux, Tellement proches, Intouchables e Samba.

### Vida pessoal
Em 5 de julho de 2007, ele se casou com Hélène, mãe de seus cinco filhos, em Le Tremblay-sur-Mauldre. Eles viveram juntos por dez anos antes de se casarem. A família reside em uma casa na comuna de Montfort-l'Amaury.
Sy é muçulmano.

## Filmografia

### Ator
- 2000: La Tour Montparnasse infernale de Charles Nemes: taxista
- 2002: Le Raid de Djamel Bensalah
- 2002: Le Boulet de Alain Berberian e Frédéric Forestier
- 2002: Astérix e Obélix: Missão Cleópatra de Alain Chabat
- 2002: Samouraïs de Giordano Gederlini
- 2002]: Si j'étais lui de Philippe Triboit (telefilme)
- 2003: La Beuze de François Desagnat e Thomas Sorriaux
- 2004: Le Carton de Charles Nemes
- 2006: Nos jours heureux de Éric Toledano e Olivier Nakache: Joseph, un moniteur
- 2008: Seuls two de Éric Judor e Ramzy Bedia: Sammy, un Bouglioni
- 2009: Safari, de Olivier Baroux
- 2009: Tellement proches, de Éric Toledano e Olivier Nakache
- 2009: Envoyés très spéciaux de Frédéric Auburtin
- 2009: King Guillaume de Pierre-François Martin-Laval
- 2009: La Loi de Murphy de Christopher Campos
- 2009: Micmacs à tire larigot de Jean-Pierre Jeunet
- 2010: Le pas Petit Poucet de Christophe Campos (telefilme)
- 2010:  Conte de la frustration  de Didier D. Daarwin e Akhenaton (telefilme)
- 2011: Les Tuche de Olivier Baroux
- 2011: Intouchables de Éric Toledano e Olivier Nakache: Driss
- 2013: L'écume des jours de Michel Gondry: Nicolas
- 2014: X-Men: Days of Future Past de Bryan Singer: Luke Bishop/Bispo
- 2014: Samba de Éric Toledano e Olivier Nakache: Samba
- 2015: Jurassic World de Colin Trevorrow: Barry
- 2015: Burnt de John Wells
- 2016: Chocolat de Roschdy Zem: Chocolat (Rafael Padilla)
- 2016: Inferno de Ron Howard: Christoph
- 2016 : Demain tout commence : Samuel
- 2017 : Knock ; Doutor Knock
- 2017 : Transformers: The Last Knight : Hot Rod (voz)
- 2018 : Le Flic de Belleville : Sébastian « Baaba » Bouchard
- 2019 : Yao : Seydou Tall
- 2019 : Le Chant du loup : D'Orsi
- 2020 : Le Prince oublié : Djibii
- 2020 : L'Appel de la forêt : Perrault
- 2020 : Tout simplement noir : lui-même
- 2020 : Police : Aristide
- 2021 : Les Méchants

### Ator de voz
Dublador na versão francesa.
- 2004: Brother Bear, filme de animação
- 2006: Surf's Up, filme de animação: Chicken Joe
- 2006: Tomb Raider: Legend, videojogo: Zip
- 2009: Bolt, filme de animação
- 2009: Lascars, filme de animação (dobrador original)
- 2009: Arthur et la Vengeance de Maltazard, filme de animação: Snow
- 2009: Logorama, curta-metragem: Bibendum, Mr Propre, Jaune (dobrador original)
- 2010: Marmaduke, filme live-action: Marmaduke
- 2011: Fish'n Chips, série de animação francesa: Fish (dobrador original)[6]
- 2017: Hot Rod no filme Transformers: The Last Knight

## Prémios
| Ano  | Prémio                          | Categoria                                  | Filme        | Resultado |
| ---- | ------------------------------- | ------------------------------------------ | ------------ | --------- |
| 2011 | Festival de Cinema de Tóquio    | Melhor ator (ex aequo com François Cluzet) | Intouchables | Venceu    |
| 2012 | Prix Lumière                    | Melhor ator                                | Intouchables | Venceu    |
| 2012 | Globes de Cristal               | Melhor ator                                | Intouchables | Venceu    |
| 2012 | Étoiles d'or du cinéma français | Ator revelação                             | Intouchables | Venceu    |
| 2012 | César                           | Melhor ator                                | Intouchables | Venceu    |